# ポルタ・サン・パオロ鉄道博物館
ポルタ・サン・パオロ鉄道博物館（Museo del Trasporto di ATAC, ATAC交通博物館）は、イタリア ローマにあるATAC（ローマの都市交通会社）が運営する鉄道博物館。ローマ・ポルタ・サン・パオロ駅に隣接している。
この鉄道博物館は、ポルタ・サン・パオロ駅の庭園に保管されていた歴史的車両を展示するため、2004年9月18日に開館した。ローマ市内および近郊路線で使われていた車両の屋外展示や、歴史資料の屋内展示室である。
開館時間および入場料
2014年現在、月曜から木曜の9:00〜16:00、金曜の9:00〜13:00に公開されている。入場料金は無料で、ポルタ・サン・パオロ駅コンコースから入場できる。

## 主な展示車両
- ローマ＝フィウッジ鉄道のBreda-AEG製電機機関車（1915年製造，車番 01）
- ローマ＝リード線のCarminati-Toselli-TIBB製電気機関車（1922年製造，車番 05）
- ローマ＝チーヴィタ・カステッラーナ＝ヴィテルボ線のECD-Officina Meccanica della Stanga-TIBB製電車（1931年製造，車番 21）
- カステッリ・ロマーニ地方トラムのOfficina Meccanica della Stanga-TIBB製 400型路面電車（1941年製造，車番 404）
- カステッリ・ロマーニ地方のSTEFER運営の路面電車（車番 70）
- 近郊鉄道で使われた客車
- ローマ＝フィウッジ鉄道で使われた保線用モーターカー

- ローマ＝リード線の電気機関車（車番05）
- ローマ＝チーヴィタ・カステッラーナ＝ヴィテルボ線の電車（車番21）
- カステッリ・ロマーニ地方トラム（車番404）
- カステッリ・ロマーニ地方の路面電車（車番70）

## アクセス
- ATAC ローマ＝リード線 ローマ・ポルタ・サン・パオロ駅
- ローマ地下鉄B線 ピラーミデ駅
- イタリア鉄道 ローマ・オスティエンセ駅の北西約300m